# Petrarca Calcio a Cinque 2019-2020
La voce raccoglie i dati riguardanti il Petrarca Calcio a Cinque, squadra di calcio a 5 militante in serie A, nelle competizioni ufficiali del 2019-2020.

## Trasferimenti

### Sessione estiva
| Dé               | Jaraguá      |
| Diego Moretti    | Cobà         |
| Rejhan Mustafov  | Bubi Merano  |
| José Revert      | Faventia     |
| Conrado Sampaio  | Tolone Élite |
| Marco Tidu       | Leonardo     |
| Altre operazioni |              |
| Alberto Disarò   | svincolato   |

| Felipe Arteiro   | svincolato |
| Niccolò Marchese | Vicinalis  |
| Luca Mazzon      | Villorba   |
| João Carlos Timm | Aniene     |
| Nome             | a          |
| Altre operazioni |            |
| Andrea Vianello  | Murazze    |

### Sessione invernale
| Rodrigo Acco        | Tubaronense   |
| Sebastiano Berretta | svincolato    |
| Giovani Pedotti     | svincolato    |
| Sardela             | Lazio         |
| Jean Schacker       | Lido di Ostia |

| Rodrigo Acco    | svincolato    |
| Dé              | Grangiorgione |
| Paolo Lo Buglio | svincolato    |
| Rejhan Mustafov | Atesina       |
| José Revert     | Imolese       |
| Conrado Sampaio | Sestu         |
| Marco Tidu      | Leonardo      |

## Prima squadra
| N° | Naz.                          | Ruolo | Sportivo             | Anno     |  |  |
| -- | ----------------------------- | ----- | -------------------- | -------- |  |  |
| 2  | Brasile (bandiera)            | DIF   | Giovani Pedotti      | 06.09.82 |  |  |
| 3  | Brasile (bandiera)            | PIV   | Jean Carlos Cividini | 08.04.88 |  |  |
| 4  | Brasile (bandiera)            | LAT   | Eduardo Costa        | 05.05.87 |  |  |
| 6  | Brasile (bandiera)            | DIF   | Marcus Delpizzo      | 13.10.83 |  |  |
| 7  | Spagna (bandiera)             | LAT   | Jorge Alba           | 17.11.92 |  |  |
| 8  | Brasile (bandiera)            | DIF   | Jean Schacker        | 16.03.90 |  |  |
| 9  | Brasile (bandiera)            | DIF   | Fabrício Urio        | 27.01.89 |  |  |
| 12 | Italia (bandiera)             | LAT   | Andrea Vitale        | 04.08.96 |  |  |
| 18 | Italia (bandiera)             | POR   | Sebastiano Beretta   | 29.04.87 |  |  |
| 19 | Italia (bandiera)             | POR   | Diego Moretti        | 08.09.82 |  |  |
| 21 | Spagna (bandiera)             | LAT   | José Revert          | 22.01.85 |  |  |
| 21 | Brasile (bandiera)            | PIV   | Sardela              | 10.08.90 |  |  |
| ?  | Brasile (bandiera)            | LAT   | Rodrigo Acco         | 07.05.89 |  |  |
| ?  | Brasile (bandiera)            | LAT   | Dé                   | 09.02.88 |  |  |
| ?  | Italia (bandiera)             | POR   | Paolo Lo Buglio      | 30.04.94 |  |  |
| ?  | Macedonia del Nord (bandiera) | LAT   | Rejhan Mustafov      | 10.02.93 |  |  |
| ?  | Brasile (bandiera)            | PIV   | Conrado Sampaio      | 08.11.85 |  |  |
| ?  | Italia (bandiera)             | LAT   | Marco Tidu           | 06.02.96 |  |  |

## Under-19
| N° | Naz.              | Ruolo | Sportivo           | Anno     |  |  |
| -- | ----------------- | ----- | ------------------ | -------- |  |  |
| 5  | Italia (bandiera) | LAT   | Lorenzo Bargellini | 27.10.03 |  |  |
| 11 | Italia (bandiera) | LAT   | Alberto Disarò     | 09.03.01 |  |  |
| 15 | Italia (bandiera) | UNI   | Giovanni Nicolazzi | 18.01.03 |  |  |
| 16 | Italia (bandiera) | LAT   | Riccardo Superbo   | 08.11.03 |  |  |
| ?  | Italia (bandiera) | POR   | Federico Baldan    | --.--.01 |  |  |
| ?  | Italia (bandiera) | LAT   | Samuele Bezzegato  | 22.01.01 |  |  |
| ?  | Italia (bandiera) | LAT   | Ludovico Catelli   | --.--.03 |  |  |
| ?  | Italia (bandiera) | LAT   | Francesco De Luca  | 02.10.03 |  |  |
| ?  | Italia (bandiera) | LAT   | Riccardo Sabbion   | 29.11.01 |  |  |
| ?  | Italia (bandiera) | LAT   | Tiziano Valentino  | 14.08.01 |  |  |
| ?  | Italia (bandiera) | LAT   | Marco Zandonà      | 01.08.01 |  |  |